# Angelius Johann Daniel Aepinus
Angelius Johann Daniel Aepinus (* 10. Mai 1718 in Rostock; † wohl 28. Februar 1784 in Rostock) war ein deutscher Philosoph und Hochschullehrer.

## Leben

Satzreproduktion der Dedikationsseite des Stammbuches Richertz mit den Memorabilien des Angelius Johann Daniel Aepinus

Aepinus wurde geboren als ein Sohn des Rostocker Universitätsprofessors und (späteren) Superintendenten Franz Albert Aepinus (1673–1750) und dessen Frau Agnes, geb. Dörcks (1687–1736), Tochter eines herzoglich mecklenburgischen Kammerrates. Schon 1730 in Rostock immatrikuliert, studierte er Theologie und Rechtswissenschaften an den Universitäten Rostock und Jena. Im Sommersemester 1739 erhielt er in Rostock den Grad eines Magisters. 1746 wurde er durch Herzog Friedrich von Mecklenburg-Schwerin an die Rostocker Universität berufen. 
1760 wurde er mit der Gründung der Universität Bützow als Professor für Logik und Metaphysik dorthin versetzt und fungierte 1760–1763 als Herausgeber der Bützower Gelehrten Nachrichten. Im Wintersemester 1763/64 war er Rektor der Universität. Im Anschluss daran kehrte er nach Rostock zurück und wurde zum Herzoglichen Hofrat, 1775 zum Geheimen Kanzleirat ernannt.
Angelius selbst ging eine Ehe mit Anna Christiane Eschenbach (1717–1790) ein, aus der drei Kinder hervorgingen, die jedoch frühzeitig starben.

## Schriften
- Richtige und bestätigte Nachricht von des weihland Proselyten Ferdinand Ambrosius Fidlers Lebensgeschichte und Schicksalen in Mecklenburg. Rostock 1783

Digitalisat, Universitätsbibliothek Göttingen